# ニッソー
ニッソー (NISSO) とは株式会社マルカンの事業部であり、観賞魚用器具のブランド名称。

## 概要
1962年に日本水槽工業株式会社として創業を開始、その後1988年に株式会社ニッソーへ社名変更を行う。かつてはJASDAQ上場を果たした業界最大手企業であった。
ニッソーの本社は東京都足立区島根に所在していた。
家庭用観賞魚用品全般を取り扱い、最盛期には観賞魚用品の約4割のシェアを占めるまでになっていた。しかしその後経営状態が悪化。
2004年には東京地方裁判所に対して民事再生手続きを申請する。その後ニッソーは経営再建に成功するが、2007年2月ペット用品の製造販売を行う企業、マルカンと合併。ニッソーは同社ニッソー事業部として存続している。

## 製品
もともとは日本製が主流だったが現在では中国製・台湾製が多い。メインの曲げガラス水槽や上部式フィルターはインドネシア製がメイン。ニッソーバハリ / PT NISSO BAHARI
（一部は中国製）

## 主な製品の一覧
- CROSSシリーズ
- クリアスティングレーtype-X
- NEWスティングレーNS-106
- ICオートNEO
- シーパレックス1000サーボシステム

## 水槽
（NSシリーズ、CSシリーズ等）

## フィルター

### 上部式
- マスター450
- マスター600DX
- スライドフィルター360Jr
- スライドフィルター450
- スライドフィルター600
- スライドフィルター600（海水用）
- NEWクイックフロー600N
- パワーマスター915S
- パワーマスター1200

### 外部式
- パワーキャニスター10
- パワーキャニスター20
- パワーキャニスター30
- パワーキャニスター10 プロフェッショナルエディション
- パワーキャニスター20 プロフェッショナルエディション
- パワーキャニスター30 プロフェッショナルエディション
- パワーキャニスターミニ

### 旧底面式フィルター
- バイオフィルター30（すのこ板1枚）
- バイオフィルター45（すのこ板2枚）
- バイオフィルター60（すのこ板3枚）
- バイオフィルターミニ
- NEWスーパーパル（バイオフィルター45と水中ポンプSQ10を組み合わせたもの）

### 新底面式フィルター
- スライドベースフィルター
- スライドベースパワー（スライドベースフィルターと水中ポンプPP51を組み合わせたもの）
- スライドベースフリー
- 単品ポンプPP51

新庭面式はいずれも台湾製

### 外掛式
- フラットフィルターS シルバー
- フラットフィルターM シルバー
- フラットフィルターS スモーク
- フラットフィルターM スモーク
- マスターパルミニ
- マスターパルミニミニ
- マスターパル1

など

## その他
- 照明器具
- エアーポンプ
- キャビネット（水槽台）
- ヒーター
- その他、濾過材、水槽用品等